# Карван Станіслава Людвіківна
Карван Станіслава Людвіківна (нар. 25 липня 1949 р., м. Хмельницький) – заслужений працівник культури України (2003), лауреат обласної премії імені Мелетія Смотрицького в галузі бібліотечної справи (2001), директор Хмельницької обласної універсальної наукової бібліотеки (1988 – 2003).

## Життєпис
Народилася 25 липня 1949 року в м. Хмельницький.
З відзнакою закінчила Хмельницьке педагогічне училище, філологічний факультет Київського державного університету імені Т. Г. Шевченка.
У 1974 році розпочала трудову діяльність на посаді викладача Хмельницького педагогічного училища (нині Хмельницька гуманітарно-педагогічна академія).
1976–1988 рр. – працювала на комсомольській і партійній роботі.
У липні 1988 р. призначена директором Хмельницької обласної універсальної наукової бібліотеки ім. М. Островського.
Університетська освіта, досвід роботи з людьми, працелюбність, вимогливість допомогли їй опанувати бібліотечну справу.
Станіслава Людвіківна значну увагу приділяла пошуковій, науково-дослідній роботі, вивченню історії краю, брала активну участь у підготовці та проведенні міжнародних, всеукраїнських, регіональних історико-краєзнавчих конференцій. Стояла біля витоків комп’ютеризації бібліотеки. 
У серпні 1999 р. протягом трьох тижнів по лінії інформаційного агентства США вивчала досвід роботи американських бібліотек по впровадженню нових інформаційних технологій.
У 1991 р. брала участь у роботі 57-ї сесії ІФЛА в Москві. 
З 1995 р. очолювала відділення Української бібліотечної асоціації при Хмельницькій ОУНБ.
У грудні 2003 року перейшла працювати заступником директора Державного архіву Хмельницької області.

## Нагороди
- 2003 р. – заслужений працівник культури України
- 2001 р. – лауреат обласної премії імені Мелетія Смотрицького в галузі бібліотечної справи

## Публікації
1. За правду, а не вимисел : [дир. ОУНБ ділиться планами щодо розвитку б-к обл.] // Подільські вісті. – 2003. – 5 верес.
2. Природа Хмельниччини: потенціал, охорона, проблеми : матеріали науково-практ. конф. / Хмельниц. облдержадмін., Упр. культури Хмельниц. облдержадмін., виконком Нетішин. міськради ; ред. : О. В. Ільїнська, В. О. Вибодовська, С. Л. Карван та ін. – Нетішин : [б. в.], 2002. – 214 с.
3. Бібліотека і час : ювілей. зб., присвяч. 100-річчю ОУНБ / Упр. культури Хмельниц. облдержадмін.; Хмельниц. держ. обл. б-ка ім. М. Островського ; ред. : С. Л. Карван, Н. М. Синиця, С. Р. Михайлова та ін. – Хмельницький : міська друкарня, 2001. – 118 с.
4. Теоpiя та iстоpiя свiтової i вiтчизняної культуpи : бiблiогp. покажч. / Упр. культури Хмельниц. облдержадмін., Хмельниц. обл. наук. б-ка ім. М. Островського ; ред. С. Карван, уклад. : Л. Марцонь, В. Ільїнський. – Хмельницький : ред.- вид. вiд. гуманiтарно-пед. iн-ту, 2001. – 37 с.
5. Хмельницька державна обласна універсальна наукова бібліотека імені Миколи Островського – головний науково-інформаційний, краєзнавчий та культурно-просвітницький центр регіону // Бібліотеки в інформаційному суспільстві : матеріали науково-практ. конф., присвяч. 100-річчю Хмельниц. ОУНБ ім. М. Островського 21.09.2001 р. / Упр. культури Хмельниц. облдержадмін.; Хмельниц. держ. обл. б-ка ім. М. Островського. – Хмельницький, 2001. – С. 124-129.
6. Іон Срулевич Винокур : бібліогр. покажч. / Упр. культури Хмельниц. облдержадмін.; Хмельниц. держ. обл. б-ка ім. М. Островського; Кам’янець-Поділ. держ. педуніверситет; Хмельниц. обл. орг. Всеукр. спілки краєзнавців; уклад. С. Л. Карван. – Кам’янець-Подільський : Абетка, 2000. – 80 с.
7. Люди, які люблять цікаві книжки, будуть завжди / розмову вів С. Прищепа // Є! – 2000. – № 109. – С. 16.
8. Хмельницька державна обласна універсальна наукова бібліотека ім. М. Островського : до 100-річчя з часу заснування // Матеріали X-ї Подільської історико-краєзнавчої конференції / відп. ред. І. С. Винокур. – Кам’янець- Подільський, 2000. – С. 30-33.
9. Участь поляків в діяльності Кам’янець-Подільської «Просвіти» // Поляки на Хмельниччині: погляд крізь віки : зб. наук. праць за матеріалами міжнар. наук. конф. 23-24 черв. 1999 р. – Хмельницький, 1999. – С. 274-275.
10. Тема Визвольної війни у бібліотечному краєзнавстві // Поділля і Південно-Східна Волинь в роки Визвольної війни середини XVII ст. : матеріали Всеукр. історико-краєзн. науково-практ. конф. 19.09.1998 р. – Стара Синява, 1998. – С. 131-133.
11. Карван С., Синиця Н. Бібліотеки Хмельниччини: віхи становлення // Хмельниччина: роки становлення та поступу (1937 – 1997 рр.) : матеріали Всеукр. наук. історико-краєзн. конф. – Хмельницький, 1997. – С. 324.
12. Динаміка соціальних функцій бібліотек області // Збереження та відтворення культурно-національної спадщини Хмельниччини в нових суспільних умовах : матеріали науково-практ. конф. 26 січ. 1995 р. – Київ, 1995. – С. 126-129.
13. Ветерани бібліотечної праці Хмельницької обласної універсальної наукової бібліотеки // Духовні витоки Поділля: творці історії краю. – Хмельницький, 1994. – С. 185-188.
14. Плоскирів. Проскурів. Хмельницький : фактогр. зб. / Хмельниц. держ. обл. б-ка ім. М. Островського; ред. : А. Філінюк, Ю. Блажевич, С. Карван та ін. – Хмельницький : Поділля, 1993. – 80 с.
15. С. К. Гуменюк – відомий бібліограф-краєзнавець Поділля / Упр. культури Хмельниц. облдержадмін.; Хмельниц. держ. обл. б-ка ім. М. Островського; Хмельниц. обл. ін-т удосконалення вчителів // Культура Поділля: історія і сучасність : матеріали другої науково-практ. конф. – Хмельницький, 1993. – С. 228-230.
16. До історії розвитку бібліотечної справи на Хмельниччині // Хмельницькому – 500 : тези науково-теорет. конф. – Хмельницький, 1991. – С. 127-128.
17. Скарбниця мудрості і знань // Радянське Поділля. – 1991. – 23 квіт.